# Najwyższa Tajna Rada

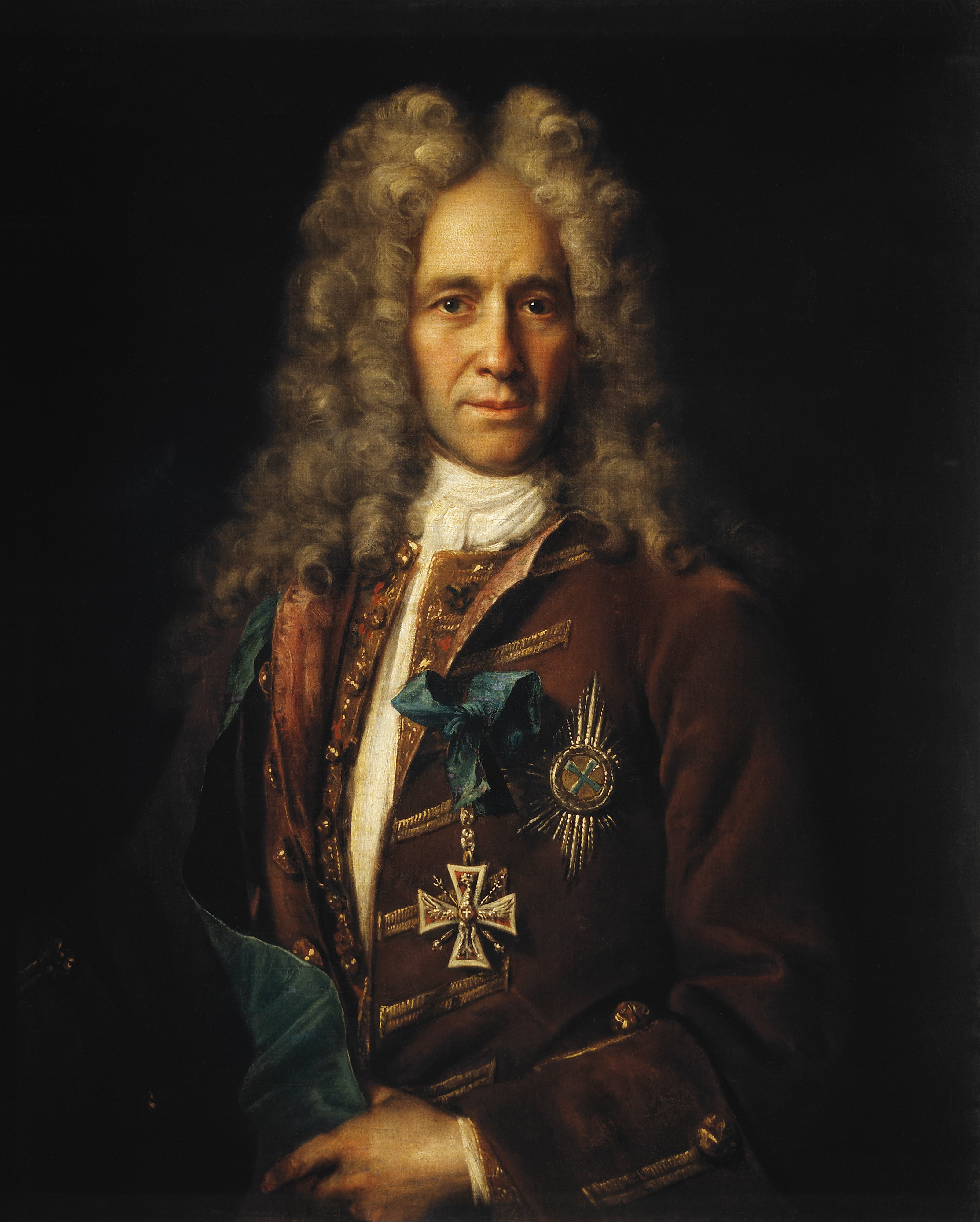
Gawriłło Gołowkin

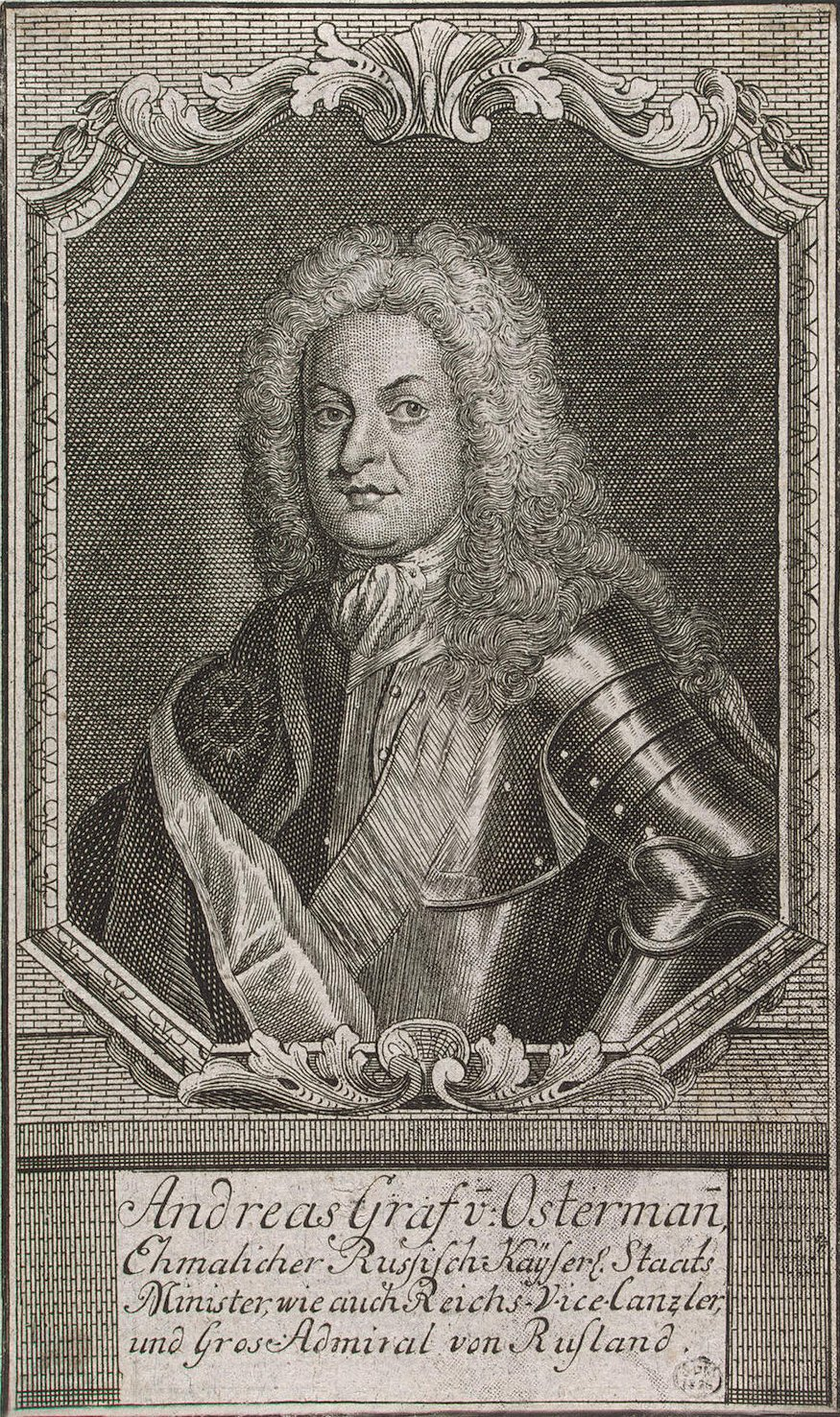
Andriej Ostermann

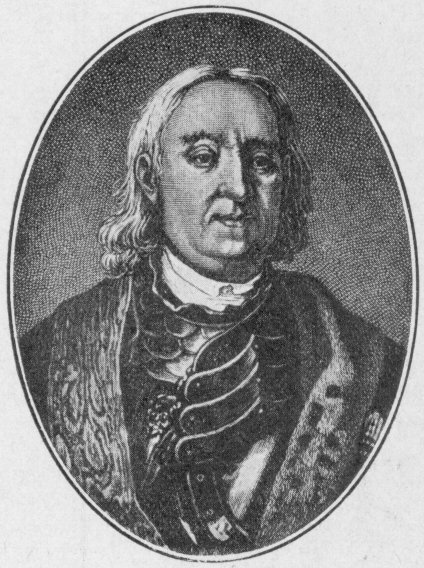
Fiodor Apraksin

Najwyższa Tajna Rada (ros. Верховный тайный совет) – najwyższy organ władzy wykonawczej w Rosji w latach 1726–1730; stworzyła ją cesarzowa Katarzyna I.
Pierwotnie miała 6 członków, byli nimi: Aleksandr Mienszykow, Fiodor Apraksin, Gawriłło Gołowkin, Andriej Ostermann, Piotr Tołstoj i Dmitrij Golicyn. Kilka miesięcy później dołączył do nich zięć carycy Karol Fryderyk, książę Holstein-Gottorp, była ona jednak ciągle zdominowana przez Aleksandra Mienszykowa.
W 1730 książę Ernest Jan Biron doradził carycy Annie rozwiązanie rady. Jej miejsce zajęła później Rada Państwa Imperium Rosyjskiego, stworzona w roku 1762 przez Piotra III.